# Quadrangle de Shimti Tessera
Le quadrangle de Shimti Tessera (littéralement :  quadrangle de la tessère de Shimti), aussi identifié par le code USGS V-11, est une région cartographique en quadrangle sur Vénus. Elle est définie par des latitudes comprises entre 25° et 50° N et des longitudes comprises entre 90° et 120° E,. Il tire son nom de la tessère de Shimti.